# 각전상량문
각전상량문(各殿上樑文)은 대전광역시 유성구, 대전시립박물관에 있는, 조선 후기인 19세기 후반에 경복궁 각 전각의 상량문을 모아 필사한 자료이다. 2016년 5월 30일 대전광역시의 문화재자료 제60호로 지정되었다.

## 개요
조선 후기인 19세기 후반에 경복궁 각 전각의 상량문을 모아 필사한 자료로, 궁궐의 각 전각의 상량문 내용을 확인 할 수 있으며, 상량문 개별적인 자료는 존재하나, 이와 같이 하나로 모아 놓은 자료는 없다.
이는 다른 시대나 중국 등 주변 나라의 자료와도 비교해 볼 수 있으며, 장서인을 통하여 서적의 유통경로를 일부 확인이 가능한 자료이다.

## 내용
상량문은 건물을 새로 짓거나 고친 내력 등을 적은 글이다. 교태전(交泰殿·왕비 침전), 광화문(光化門·남쪽 정문), 강녕전(康寧殿·내전 왕의 침전), 만춘전(晩春殿·왕이 회의하거나 연회를 베푼 편전) 등 다양한 상량문이 담겨 있다. 장서인(책의 소장자를 나타내기 위해 찍은 도장)은 1868년에 승정원 승지를 지낸 홍만섭(洪萬燮)의 것으로 돼 있다.

## 입수 경위
대전시립박물관 측은 2015년 1월에 대전지역 향토사학자 김영한 씨로부터 이 책을 기탁받았다.

## 참고 자료
- 각전상량문 - 국가유산청 국가유산포털